# Sebastião Leal
Sebastião Leal là một đô thị thuộc bang Piauí, Brasil. Đô thị này có diện tích 3111,103 km², dân số năm 2007 là 4065 người, mật độ 1,31 người/km².